# Panopea smithae
Panopea smithae is een tweekleppigensoort uit de familie van de Hiatellidae. De wetenschappelijke naam van de soort is voor het eerst geldig gepubliceerd in 1950 door Powell.